# Агнес фон Цигенхайн
Агнес фон Цигенхайн (на немски: Agnes von Ziegenhain; † пр. 23 март 1374) е графиня от Цигенхайн и чрез женитба графиня на Хоенлое-Вайкерсхайм.

## Произход
Тя е дъщеря на граф Готфрид VII фон Цигенхайн († 1372) и съпругата му Агнес фон Фалкенщайн († сл. 1376), дъщеря на Филип IV фон Фалкенщайн († сл. 1328) и Йохана фон Сарверден († сл. 1347).

## Фамилия
Агнес фон Цигенхайн се омъжва пр. 28 октомври 1370 г. за граф Крафт IV фон Хоенлое-Вайкерсхайм (1351 – 1399), най-възрастният син на граф Крафт III фон Хоенлое-Вайкерсхайм († 1371) и ландграфиня Анна фон Лойхтенберг († 1390). Тя е първата му съпруга. Те нямат деца.
Крафт IV се жени втори път 1374 г. за Елизабет фон Спонхайм († 1381).